# Jakob Molek
Jakob Molek (partizansko ime Mohor), slovenski komunist, partizan in narodni heroj, * 20. julij 1914, Petkovec, † 7. marec 1945, Srednja Bistrica.
Jakob Molek je bil pred 2. svetovno vojno zaposlen kot delavec v Knafličevi usnjarski tovarni v Kamniku (usnjarna se je po nacionalizaciji preimenovala v UTOK). Takoj po okupaciji je začel organizirati odpor proti okupatorju. Po vstaji na kamniškem 27. julija 1941 je bil v prvi partizanski skupini iz katere je nastala 1. kamniška četa in z njo odšel na Gorenjsko ter sodeloval v Dražgoški bitki. Po obnovitvi čete spomladi 1942 postal njen politični komisar. S četo se je vrnil v Tuhinjsko dolino ter ustanovil s 150 borci kamniško-koroški odred. Nato je več kot eno leto  opravljal nalogo političnega komisarja tudi v Kamniškem partizanskem bataljonu. Sodeloval je v bojih na Kozjaku, v Moravški in Tuhinjski dolini, Novi Štifti ter pri osvobajanju Zgornje Savinjske doline. Nato je bil do srede leta 1944 namestnik političnega komisarja Šlandrove brigade. Kot član Pokrajinskega komiteja KPS za Štajersko je jeseni 1944 odšel na politično delo v Ljutomersko okrožje in Prekmurje kjer je padel v spopadu z madžarskimi orožniki.